# Hans Broich-Wuttke
Hans Broich-Wuttke, auch Hans Broich (* 27. Dezember 1991 in Frankfurt am Main), ist ein deutscher Schauspieler und Hörspielsprecher.

## Leben
Hans Broich-Wuttke kam am 27. Dezember 1991 in Berlin als Sohn des Schauspielerpaares Margarita Broich und Martin Wuttke auf die Welt. Er hat einen jüngeren Bruder Franz, der ebenfalls Kinderdarsteller und Hörspielsprecher ist.
Bereits in jungen Jahren war Hans Broich-Wuttke in Theaterstücken zu sehen, so in Robert Wilsons Inszenierung Der Ozeanflug 1998 mit dem Berliner Ensemble und als Zehnjähriger in Laura Kuhns Inszenierung von John Cages An Alphabet im Berliner Hebbel-Theater. Seine schauspielerische Leistung als „Mao Tse Tung“ wurde in der Berliner Zeitung 2001 als „geradezu professionell“ beschrieben. 2003 spielte er im Film Das fliegende Klassenzimmer die Rolle des ängstlichen Uli von Simmern. Diesbezüglich war er in der zugehörigen Making-of-Doku von Manuela Kempf und Marie Reich sowie in der Kino Kino extra-Folge Die wilden Jungen (2008) von Florian Kummert und Gunnar Mergner zu sehen. Im gleichnamigen Hörspiel von Ulli Herzog sprach er ebenfalls die Rolle des Uli von Simmern. In Martin Weinharts Schiller spielte er 2005 die Rolle des Friedrich Schiller im Kindesalter. In der dreiteiligen WDR-Hörspielproduktion Hochhaus (2006) von Paul Plamper nach dem Roman High-Rise von James Graham Ballard, in der seine Eltern Hauptrollen sprachen, hatte er die  Rolle des „Leon Lang“ und sein kleiner Bruder Franz als Max Lang.
2011 machte er sein Abitur an der Friedrich-Ebert-Oberschule. Anschließend studierte Hans Broich drei Semester Wirtschaftsinformatik und danach Gartenbauwissenschaft an der Humboldt-Universität zu Berlin. In der Öffentlichkeit ist er 2014 als Aktivist der Antiprostitutionsbewegung Zéromachos aufgetreten.

## Theater
- 1998: Der Ozeanflug (Regie: Robert Wilsons), Berliner Ensemble
- 2001: An Alphabet (Regie: Laura Kuhn), Hebbel-Theater

## Filmografie
- 2003: Das fliegende Klassenzimmer (Regie: Tomy Wigand)
- 2005: Schiller (Regie: Martin Weinhart)

## Hörspiele
- 2003: Das fliegende Klassenzimmer (Bearbeitung: Ulli Herzog)
- 2006: Hochhaus (Regie: Paul Plamper)